# 그로스예거스도르프 전투
그로스-야거스도르프 전투는 7년 전쟁의 전투 중 하나로 1757년 8월 30일 벌어졌다. 러시아의 스테판 페도로비치 아프라크신(Stepan Fedorovich Apraksin) 원수 휘하의 러시아군이 병력면에서 볼 때 규모가 작은 한스 폰 레발트(Hans von Lehwaldt)원수 휘하의 프로이센군을 격파하였다.

## 배경
스테판 페도로비치 아프라크신 원수가 지휘하는 러시아군은 70,000-75,000명에 달하는 병력으로 프로이센에 대한 공격을 감행하였다. 러시아군은 5일간 메멜(Memel)에 대한 포격을 가한 후에 점령하였고, 이 요새를 거점(place d'armes)으로 삼아 동 프로이센에 대한 침입을 시작했다. 아프라크신은 신중한데다가 전쟁 경험도 없었기 때문에 병사들을 이끌고 전투를 벌이기를 꺼려하고 있었다. 전투를 벌일 가능성이 있는 베라우(Wehlau)로 진군하는 대신에 아프라스킨은 병력을 이끌고, 그로스-야거스도르프 마을 근교에서 안전하게 프레겔강(Pregel River)을 도하하길 원했다. 러시아군은 자신들의 움직임을 숨기기 위해 마을을 포위하고 불질러버렸다.

## 전투
프로이센군은 25,500명 정도의 병력으로 구성되어 있었고, 지휘는 한스 폰 레발트 원수가 맡았다. 레발트 원수는 더 많은 수의 러시아군을 상대하기 위해서는 기습이 필요하다고 판단하였고, 러시아군이 프레겔강을 건너고 있을 때 바실리 러프킨(Vasily Lopukhin) 장군 휘하의 부대를 공격하였다. 바실리 장군은 프로이센군과 직접 육박전을 벌였고 아군에 의한 죽음을 선택했다. 표트르 루미야세프(Pyotr Rumyantsev)는 러프킨의 고전소식을 듣고 덤불을 뚫고 돌진하였고, 프로이센 보병대의 우익을 습격했다. 러시아군의 다른 부대는 레발트 부대의 후방을 습격했다.
프로이센군이 서서히 퇴각하기 시작하자 기습을 받은 러시아군의 중군은 프로이센군의 기습으로 인한 혼란 상태에서 회복되어 반격을 개시했다. 프로이센군의 좌익과 싸우던 칼미크 기병대(Kalmyk cavalry)와 돈 코샤크(Don Cossacks) 부대는 거짓 퇴각을 하여 프로이센군을 아군의 포격 사정거리 안으로 유인하였다.

## 영향
해가 질 무렵 러시아군의 승리가 확실해 졌고 프로이센군은 전장에서 물러났다. 러시아군과 동행하고 있던 오스트리아의 영사는 빈에 보낸 보고서에서 "18세기에서 이제껏 본 적이 없는" 혈전이라고 말하였다. 프로이센군은 5,000명의 병력을 잃었고 러시아군은 5,400명의 병력을 잃었다.
비록 프로이센의 프리드리히 2세(Frederick II of Prussia)는 불타는 마을의 연기로 인해 피아식별이 어려워져서 프로이센군이 패하게 되었다고 분석하였지만, 이 전투는 프로이센군이 장기적인 육박전을 벌일 능력이 없음을 증명하였다. 이러한 프로이센군의 특성은 다가올 전투에서 러시아군에게 유리한 이점으로 사용되었다. 전투의 결과로 아프라크신은 동프로이센의 전역을 장악할 것이라고 예상되었으나 이 신중한 장군은 쾨니히스베르크(Königsberg)에서 진군을 멈추었고, 표면적으로는 표트르 3세(Peter III) 제위 계승을 돕기 위해서라는 명목으로 러시아로 퇴각하였다. 아프라크신이 천연두(smallpox) 때문에 퇴각했다고 보는 견해도 있다. 천연두가 러시아군대에 창궐하였으며 이는 칼미크 부대에 특히나 심각하여 1757년에 일어난 모든 전투의 사망자보다 8.5배나 더 많은 사망자를 낳았다고 한다.
이 전투에서 러시아가 승리한 지 240주년이 지난 것을 기념하기 위해 칼리닌그라드(Kaliningrad; 쾨니히스베르크의 현재 이름.)의 프리드랜드 문(Friedland Gate)에 이 전투를 묘사한 파노라마 그림이 전시되었다고 한다.